# Dygnięcie

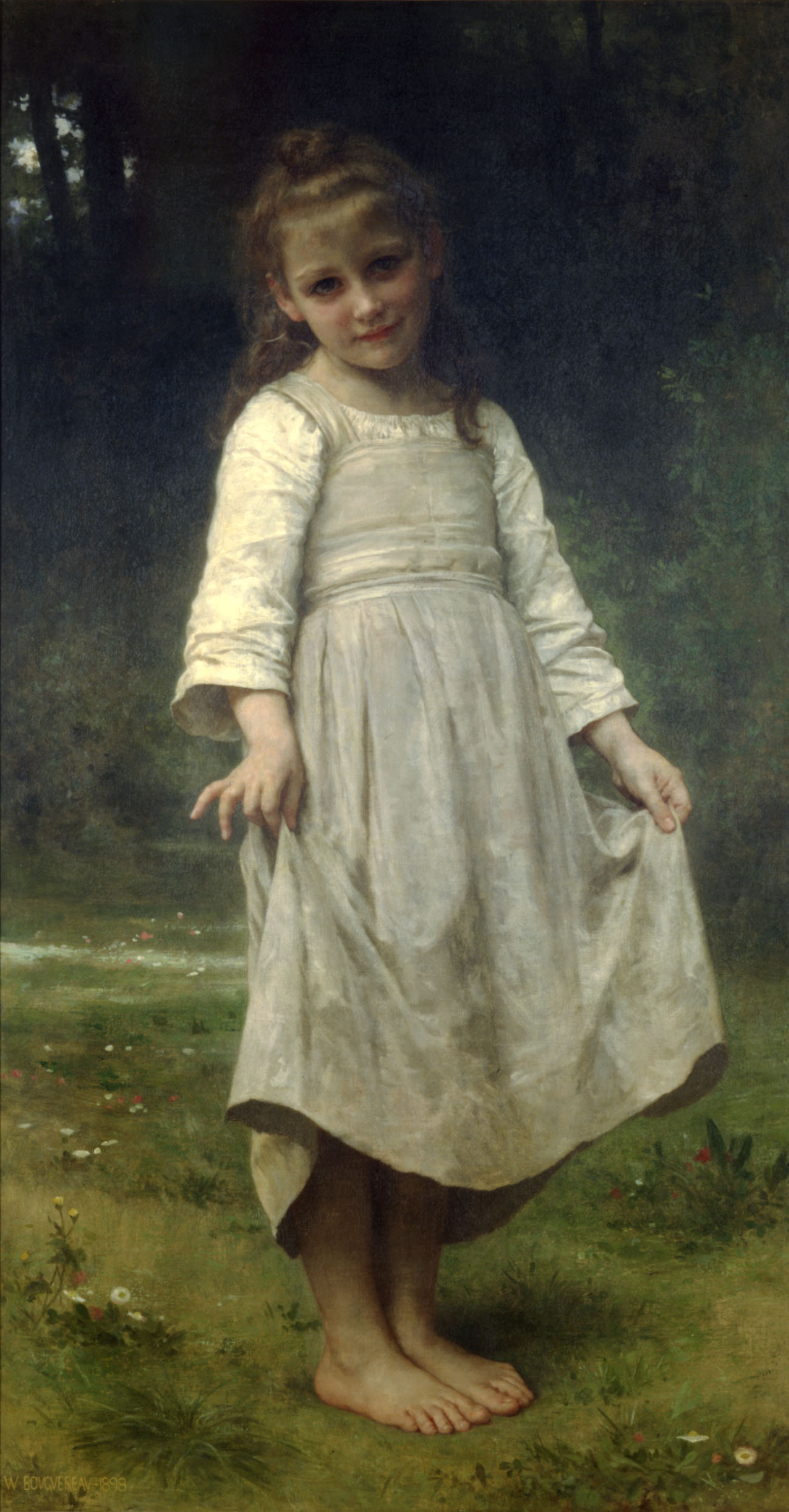
Dygająca dziewczynka. Obraz La révérence Williama Bouguereau

Dygnięcie (dyg) – ukłon dziewczęcy i kobiecy, polegający na jednoczesnym ugięciu kolana oraz lekkim skłonie głowy, wraz z rozsunięciem rękami fałdów sukienki na boki. Współcześnie rzadko stosowany. Wymóg jego wykonywania związany jest z etykietą i protokołem dyplomatycznym, obowiązuje podczas ceremonii przywitania z głowami koronowanymi.